# Вилья-Каро
Вилья-Каро (исп. Villa Caro) — город и муниципалитет в северо-восточной части Колумбии, на территории департамента Северный Сантандер. Входит в состав Центрального субрегиона.

## История
Поселение, из которого позднее вырос город, было основано 26 июля 1869 года Григорио Сильва-и-Хуаном Монкадой. Муниципалитет Вилья-Каро был выделен в отдельную административную единицу в 1948 году.

## Географическое положение
Город расположен в центральной части департамента, в горной местности Восточной Кордильеры, на расстоянии приблизительно 47 километров к западу от города Кукута, административного центра департамента. Абсолютная высота — 1595 метров над уровнем моря.
Муниципалитет Вилья-Каро граничит на северо-востоке с территорией муниципалитета Букарасика, на востоке — с муниципалитетом Лоурдес, на юго-востоке — с муниципалитетом Саласар-де-Лас-Пальмас, на юго-западе — с муниципалитетом Качира, на западе и северо-западе — с муниципалитетом Абрего. Площадь муниципалитета составляет 402 км².

## Население
По данным Национального административного департамента статистики Колумбии, совокупная численность населения города и муниципалитета в 2015 году составляла 5192 человека.
Динамика численности населения муниципалитета по годам:
| 2005 | 2006 | 2007 | 2008 | 2009 | 2010 | 2011 | 2012 | 2013 | 2014 | 2015 |
| ---- | ---- | ---- | ---- | ---- | ---- | ---- | ---- | ---- | ---- | ---- |
| 5044 | 5061 | 5077 | 5093 | 5108 | 5123 | 5138 | 5152 | 5166 | 5179 | 5192 |

Согласно данным переписи 2005 года мужчины составляли 51 % от населения Вилья-Каро, женщины — соответственно 49 %. В расовом отношении белые и метисы составляли 99,3 % от населения города; негры, мулаты и райсальцы — 0,7 %.
Уровень грамотности среди всего населения составлял 74,1 %.

## Экономика
Основу экономики Вилья-Каро составляет сельское хозяйство.
39,1 % от общего числа городских и муниципальных предприятий составляют предприятия торговой сферы, 33,1 % — предприятия сферы обслуживания, 27,1 % — промышленные предприятия, 0,7 % — предприятия иных отраслей экономики.